# Lexi Love
Lexi Love (Boston, Massachusetts; 23 de diciembre de 1980) es una actriz pornográfica retirada estadounidense.
Realizó su primera aparición en la industria en el 2005 y desde entonces ha aparecido en más de 500 películas y en numerosos sitios web.

## Premios
- 2007 Premios AVN nominada – Mejor escena de sexo oral, Video – Naked and Famous
- 2007 Premios AVN nominada – Mejor escena de sexo outrageous – The Great American Squirt Off[1]
- 2009 Premios AVN nominada – Mejor escena de sexo de mujeres – Squirt Gangbang 3[2]